# Александар Субич
Александар Субич (босн. Aleksandar Subić, нар. 27 вересня 1993, Баня-Лука) — боснійський футболіст, півзахисник клубу «Борац» (Баня-Лука).

## Клубна кар'єра
Александар Субич народився 1993 року в місті Баня-Лука, та є вихованець місцевого футбольного клубу «Борац». У 2012 році розпочав грати в основній команді клубу, в якій грав до 2015 року, взявши участь у 85 матчах чемпіонату. У 2015 році Субич перейшов до белградського «Партизана», проте в іменитому сербському клубі не зумів стати гравцем основного складу, і в 2016—2018 роках грав у оренді в клубах «Слобода» (Тузла) та «Раднички» (Ниш).
У 2019 році Александар Субич повернувся до складу клубу «Борац». Станом на 24 лютого 2025 року відіграв за команду з Баня-Луки 86 матчів в національному чемпіонаті.

## Виступи за збірну
У 2013 році залучався Александар Субич зіграв 1 матч у складі молодіжної збірної Боснії і Герцеговини.